# Daniel Rappaport
Daniel Rappaport (* 13. Januar 1970 in Los Angeles, Kalifornien) ist ein US-amerikanischer Filmproduzent und Talent Manager.

## Leben
Im Jahr 2002 gründete er mit Eric Kranzler, David Seltzer, Guymon Casady, Suzan Bymel und Evelyn O’Neill das Talent- und Produktionsunternehmen Management 360.

## Filmografie (Auswahl)
Producer
- 1999: Alles Routine (Office Space)
- 2016: Office Christmas Party

Co-Producer
- 1997–2001: King of the Hill (Fernsehserie, 65 Episoden)

Executive Producer
- 1998: Judas Kiss
- 2002–2003: Fastlane (Fernsehserie, 22 Episoden)
- 2005: Junikäfer (Junebug)
- 2006: Faceless (Fernsehfilm)
- 2013: I Am Victor (Fernsehfilm)
- 2016: Winning Ugly (Fernsehfilm)